# 히로노촌 (효고현)
히로노촌(広野村)은 효고현 아리마군에 존재했던 촌이다.

## 역사
- 1889년 4월 1일 - 정촌제 시행에 수반해 아리마군 나카노촌이 성립하였다.
- 1943년 12월 20일 - 기시촌의 일부, 나카노촌과 합병해 히로노촌이 성립하였다.
- 1956년 9월 30일 - 구 산다정, 미와정, 오노촌, 다카히라촌과 합병해 새로운 산다정이 되어 소멸하였다.